# Portulaca sedifolia
Portulaca sedifolia är en portlakväxtart som beskrevs av Nicholas Edward Brown. Portulaca sedifolia ingår i släktet portlaker, och familjen portlakväxter. Inga underarter finns listade i Catalogue of Life.